# Portal do Fado

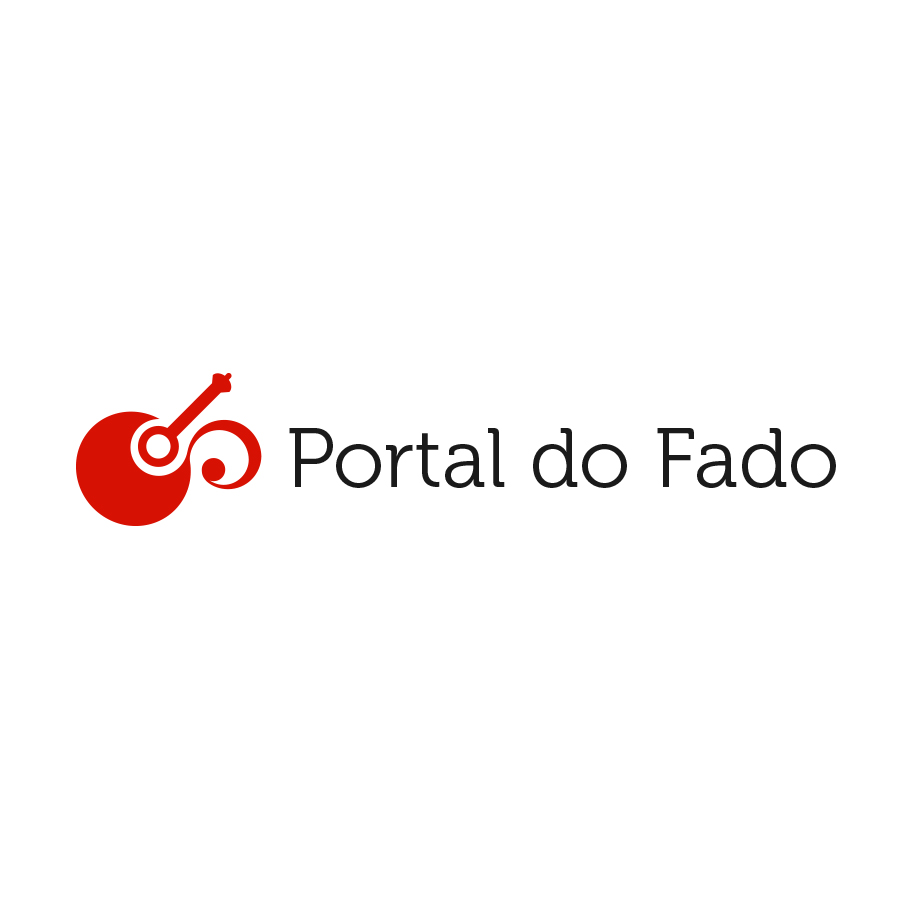
Logótipo

O Portal do Fado é um sítio criado com o objectivo de convergir toda a informação acerca do fado como estilo musical, os fadistas, discos e espectáculos, em constante actualização. Por outro lado, pretende ainda expor as opiniões e os pontos de vista dos visitantes, colocar questões e orientar discussões.
O Portal do Fado resulta de uma ideia original de Miguel Amaral, estando acessível na Internet desde Outubro de 2006.